# Anna Rybická
Anna Rybická (* 28. března 1977 Gdyně, Polsko) je bývalá polská sportovní šermířka, která se specializovala na šerm fleretem. Polsko reprezentovala v devadesátých letech a v prvním desetiletí jednadvacátého století. Na olympijských hrách startovala v roce 1996 a 2000 v soutěži jednotlivkyň a družstev. V roce 1997, 2004 a 2006 obsadila třetí místo na mistrovství Evropy v soutěži jednotlivkyň. S polským družstvem fleretistek vybojovala na olympijských hrách 2000 stříbrnou olympijskou medaili. V roce 2003 vybojovala s družstvem titul mistryň světa a v roce 2002 a 2003 vybojovala s družstvem titul mistryň Evropy.